# Habitatge al carrer Barcelona, 38-44 (Castellterçol)
Habitatge al carrer Barcelona, 38-44 és una obra eclèctica de Castellterçol (Moianès) inclosa a l'Inventari del Patrimoni Arquitectònic de Catalunya.

## Descripció
Edifici aïllat, alineat al carrer. Està compost de planta baixa i dos pisos. La coberta és a dues vessants. A la façana de migdia hi ha un cos més baix on es troba una llotja.

## Història
Casa situada en el primer eixample de Castellterçol, de primers del segle xx, amb edificis de la tipologia ciutat-jardí.